# Kanton Chalon-sur-Saône-Ouest
Der Kanton Chalon-sur-Saône-Ouest war von 1985 bis 2015 ein französischer Wahlkreis im Arrondissement Chalon-sur-Saône, im Département Saône-et-Loire und in der Region Burgund; sein Hauptort war Chalon-sur-Saône.

## Gemeinden
Der Kanton bestand aus einer Gemeinde und einem Teil der Stadt Chalon-sur-Saône (angegeben ist hier die Gesamteinwohnerzahl, im Kanton lebten etwa 12.500 Einwohner der Stadt):
| Gemeinde          | Einwohner Jahr | Fläche km² | Bevölkerungsdichte | Code INSEE | Postleitzahl |
| ----------------- | -------------- | ---------- | ------------------ | ---------- | ------------ |
| Chalon-sur-Saône  | 45.166 (2013)  | –          | – Einw./km²        | 71076      | 71100        |
| Châtenoy-le-Royal | 6.152 (2013)   | 12,55      | 490 Einw./km²      | 71118      | 71880        |